# Ulf Cederlund
Ulf Andreas Cederlund, oftast kallad Uffe Cederlund, född 3 oktober 1971, är en svensk gitarrist och sångare som är mest känd för sin betydelse för den svenska death metal-scenen, huvudsakligen som tongivande medlem i Entombed. Bland andra band han spelat med märks särskilt Haystack, Alpha Safari, Murder Squad, Swarm och Disfear.

## Diskografi (i urval)

### Album
Med Entombed
- Left Hand Path (1990)
- Clandestine (1991)
- Hollowman (1993)
- Wolverine Blues (1993)
- To Ride, Shoot straight and Speak the Truth (1997)
- Same Difference (1998)
- Uprising (2000)
- Morning Star (2001)
- Inferno (2003)

Med Haystack
- Right at You (1996)
- Slave Me (1998)
- Sacrifice (2019)
- Doomsday Goes Away (2024)

Med Alpha Safari
- Commercial Suicide (2004)

Med Murder Squad
- Unsane, Insane, and Mentally Deranged (2001)
- Ravenous Murderous (2003)

Med Disfear
- Live the Storm (2008)